# Renata Rosa
Renata Emilia Braga da Rosa, mais conhecida como Renata Rosa (São Paulo, 1973), é uma  cantora, compositora, rabequeira, poetisa e atriz brasileira. Estudou Letras e Fonoaudiologia na USP (1992 -1998) e Música com habilitação em Canto na Universidade Livre de Música Tom Jobim (1995 - 2000) em São Paulo e integrou o Núcleo de Ação e Performance do Polo Sul Americano do Ator Contemporâneo (1998 – 2002) no Rio de Janeiro e em Cleveland (Ohio). Uma das mais premiadas cantoras internacionalmente  recebeu o Choc de l'Année 2004, maior prêmio dado à Música do Mundo, pela revista Le Monde de la Musique por seu primeiro CD Zunido da Mata e o Prêmio da Música Brasileira 2009 como Melhor Cantora Regional por seu segundo CD Manto dos Sonhos.
Como atriz, destaques para os trabalhos com o cineasta iraniano Massoud Saidpour (New Worlds Laboratory of Performances). Foi a protagonista feminina Maria Safira, da minissérie A Pedra do Reino (TV Globo, 2007) dirigida por Luiz Fernando Carvalho. Renata também foi a responsável pela composição das músicas dos coros para essa obra.
Renata Rosa atua como rabequeira desde 1998 no Cavalo-Marinho Boi Brasileiro, de Condado, e foi folgazã do Maracatu Rural Estrela de Ouro de Aliança de 1997 à 2008 em Aliança, PE, onde atuou como Dama do cacho e contra-mestra (cuja função é o improviso da poesia nos moldes poéticos do maracatu rural). 
Desde 2003, Renata Rosa já se apresentou em mais de 180 cenas na Europa, de Festivais de Música do Mundo à importantes cenas de Jazz, com destaque para o Museu do Louvre, Sala da Filarmónica de Bruxelas, Theatre des Bouffes du Nord e Theatre de la Ville (Paris), e os Festivais Jazz a Nancy, Jazz Sur les Pommiers (França), Pohoda (Eslováquia), Sziget (Hungria), Førde Festivalen (Noruega).
No âmbito nacional foi selecionada pelo Programa Rumos Música, do Itaú Cultural 2004, produziu (através dos editais do Funcultura e do BNB) o CD Pimenta com Pitú de um dos maiores expoentes da rabeca nordestina e seu mestre no instrumento - Mestre Luiz Paixão. 
Criou o show de abertura da FLIP 2010, com Edu Lobo, Arthur Nestrowski e o Quarteto de Cordas da Osesp.
Foi a idealizadora do projeto Le Cor de la Rosa (criação de polifonias vocais com o Grupo Marselhês Lo cor de la Plana), no qual assinou a direção musical juntamente com Manu Theron para o ano da França no Brasil.
Desenvolveu a criação a partir das polifonias vocais indígenas e o canto ornamentado do Baixo São Francisco (Kariri-xocó) que teve sua estreia em novembro de 2009 no Theatre de la Ville de Chatelet, em Paris.
Renata Rosa no ano de  2011, à convite do Museu do Louvre, dedicou-se à criação musical para o projeto Duos Éphémères - música moderna com filmes mudos, jóias da cinematografia Mundial do inicio do século XX. Renata em maio de 2011 apresentou-se ao vivo, com sua criação, acompanhada de músicos franceses e brasileiros, no Grande Auditório do Museu do Louvre. 
Além dos Prêmios da Música Brasileira 2009 e o Choc de l'Année 2004 (Le Monde de la Musique), merecem destaques os selos de premiação da crítica especializada:
- BRAVO! – Da Trad Magazine (França/2004) - Zunido da Mata
- Telerama ffff – Da Telerama (França/2004) - Zunido da Mata
- 5 estrelas ***** – Da Mondomix  (França/2004) - Zunido da Mata
- Telerama ffff – Da Telerama (França/2005) – Pimenta com Pitú  (produção  musical)
- 5 estrelas ***** – Da Mondomix  (França/2005) - Pimenta com Pitu (produção musical)

## Trabalhos na televisão
- 2007 A Pedra do Reino - Maria Safira

## Discografia

### Álbuns
- Zunido da mata (2002)
- Manto dos sonhos (2008)
- Encantações (2015)

### Participações
- Aqui é o meu lá - Ricardo Herz (2012)
- World Routes – Coletânea da BBC Inglesa de Música do Mundo (2012)
- Rabequeiros de Pernambuco (2011)
- Fita Branca – Hugo Linns (2010)
- Coleção Quadrante – A Pedra do Reino (2007)
- World Divas (seleção francesa das principais vozes femininas do mundo, da Publicação de World Music  - MONDOMIX , 2006)
- Brincadeiras (coletânea Francesa do selo OutroBrasil, 2006);
- CÉU ( 2005);
- Le Brésil, tous les Brésill (coletânea da Fnac Francesa para o Ano do Brasil na França, 2005)
- Nordeste Atômico Vol I ( coletânea japonesa da música nordestina, 2005)
- Benki Ashaninka (2005)
- A Música dos Rabequeiros (2003)
- Terceiro Samba (Mestre Ambrósio, 2001)
- Mehinaku (2000)
- Mediterranean Lullabies (coletânea do selo Elipsis Arts, 2000)
- Nação Potiguar (1999)
- Fuá Na Casa De Cabral (Mestre Ambrósio, 1999)
- Loa Do Boi Meia Noite (Chão e Chinelo, 1998)
- Comadre Fulozinha (Comadre Fulozinha, 1998)